# Workout Wonder
Workout Wonder, född 27 mars 2012 på Kentuckiana Farms i Lexington i Kentucky, är en amerikansk varmblodig travhäst. Han tränas av Jarno Kauhanen i Finland och körs av Tommi Kylliäinen.
Workout Wonder började tävla 2015 och har till januari 2018 sprungit in 327 154 euro på 46 starter varav 8 segrar, 9 andraplatser och 4 tredjeplatser. Bland hans främsta meriter räknas segrarna i Solvalla Grand Prix (2016), H.K.H.Prins Daniels Lopp (2016), en andraplats i St. Michel-loppet (2017) och en tredjeplats i Jubileumspokalen (2017).